# Гайак (кантон)
Гайа́к (фр. Gaillac, окс. Galhac) — кантон во Франции, находится в регионе Юг — Пиренеи, департамент Тарн. Входит в состав округа Альби.
Код INSEE кантона — 8112. Всего в кантон Гайак входят 3 коммуны, из них главной коммуной является Гайак.

## Население
Население кантона на 2009 год составляло 22 672 человека.
| 1962   | 1968   | 1975   | 1982   | 1990   | 1999   | 2006   | 2009   |
| ------ | ------ | ------ | ------ | ------ | ------ | ------ | ------ |
| 14 180 | 16 240 | 16 459 | 16 707 | 17 071 | 18 588 | 21 364 | 22 672 |

## Коммуны кантона до 2015 года
| Коммуна           | Население, чел. (2010) | Код INSEE | Почтовый индекс |
| ----------------- | ---------------------- | --------- | --------------- |
| Бернак            | 174                    | 81029     | 81150           |
| Бранс             | 2178                   | 81038     | 81600           |
| Броз              | 104                    | 81041     | 81600           |
| Гайак             | 13 293                 | 81099     | 81600           |
| Кастане           | 186                    | 81061     | 81150           |
| Лабастид-де-Левис | 983                    | 81112     | 81150           |
| Лаграв            | 1828                   | 81131     | 81150           |
| Монтан            | 1353                   | 81171     | 81600           |
| Ривьер            | 890                    | 81225     | 81600           |
| Сенуйак           | 1059                   | 81283     | 81600           |
| Сестероль         | 478                    | 81067     | 81150           |
| Фессак            | 368                    | 81087     | 81150           |

## Коммуны кантона с 2015 года
| Коммуна | Население, чел. (2010) | Код INSEE | Почтовый индекс |
| ------- | ---------------------- | --------- | --------------- |
| Бранс   | 2178                   | 81038     | 81600           |
| Броз    | 104                    | 81041     | 81600           |
| Гайак   | 13 293                 | 81099     | 81600           |